# Inácio José III Younan
Ignace Joseph Younan (15 de novembro de 1944) é o atual Patriarca Sírio Antioqueno, líder da Igreja Católica Siríaca. 

## Biografia
Completou seus estudos e formação clerical no Seminário Siríaco de Charfé (Líbano) e no Pontificio Collegio Urbano de Propaganda Fide de Roma. Foi ordenado sacerdote em 12 de setembro de 1971. Exerceu diversos ministérios sacerdotais com empenho e zelo, desde o ensino no seminário até o ministério paroquial em Beirute.
Em 1986, foi enviado pelo Patriarca aos Estados Unidos, onde se dedicou ao cuidado pastoral dos fiéis católicos siríacos, abrindo diversas missões siríacas. Desde 1986 nos Estados Unidos, na eparquia de Nossa Senhora da Libertação, em Newark, em 1995 foi nomeado pelo Papa João Paulo II bispo desta eparquia e visitador apostólico dos fiéis sírio-católicos da América Central. Foi consagrado em 7 de janeiro de 1996, pelo Patriarca Inácio Antônio II Hayek, auxiliado pelo arcebispo Eustathe Joseph Mounayer e pelo arcebispo Denys Raboula Antoine Beylouni.
Foi eleito como Patriarca em 20 de janeiro de 2009 pelo Sínodo siro-católico, reunido em Roma sob a presidência do cardeal Leonardo Sandri, então Prefeito da Congregação para as Igrejas Orientais.
O Papa Bento XVI concedeu a comunhão eclesiástica em sua visita a Roma em 19 de junho de 2009, coincidindo com o início do Ano Sacerdotal. O Patriarca celebrou a Santa Missa pelo rito siríaco na Basílica de Santa Maria Maior como sinal dessa comunhão.

## Outras imagens

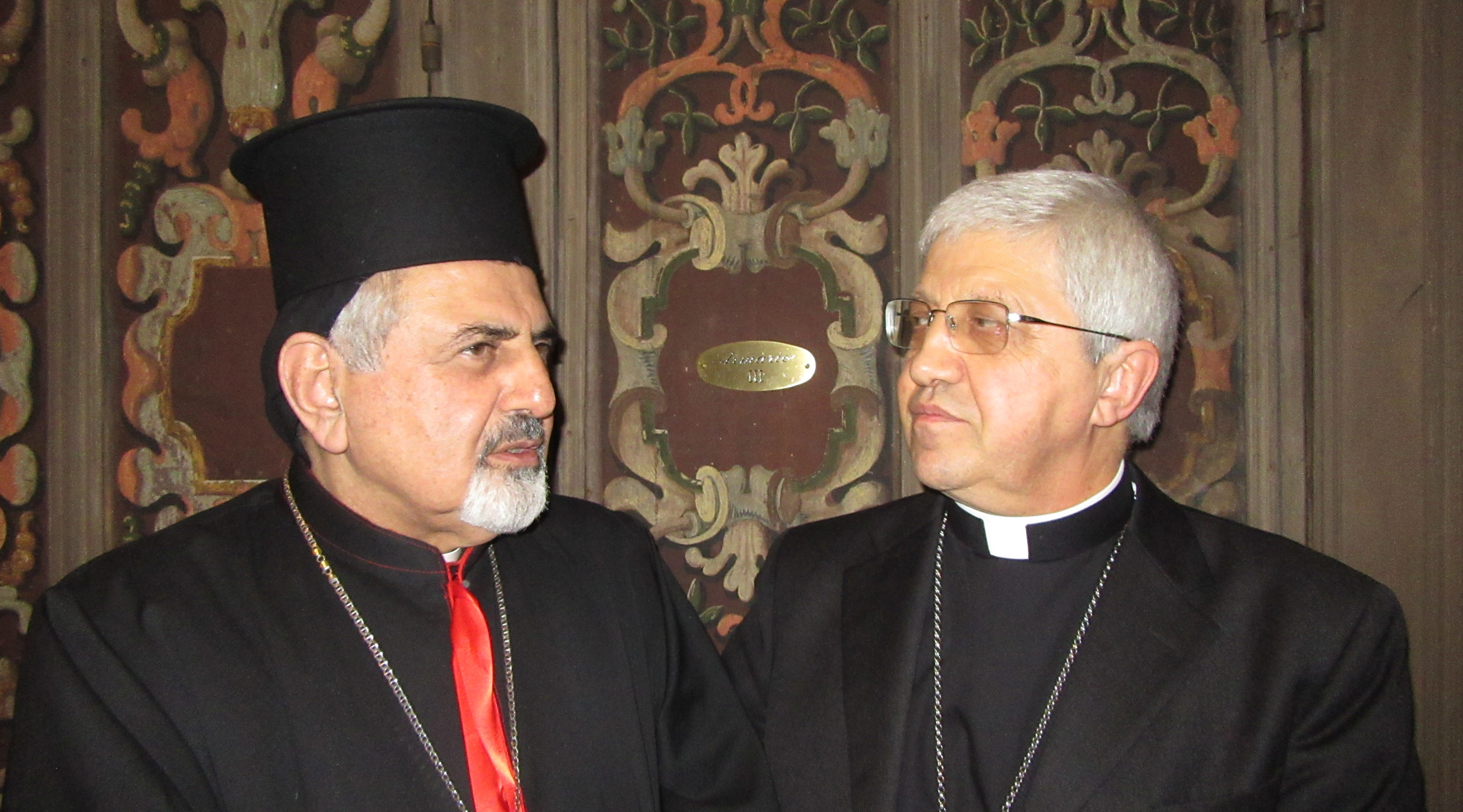
O patriarca com dom Maurizio Malvestiti, em Lodi, 20 de fevereiro de 2017.